# 女装

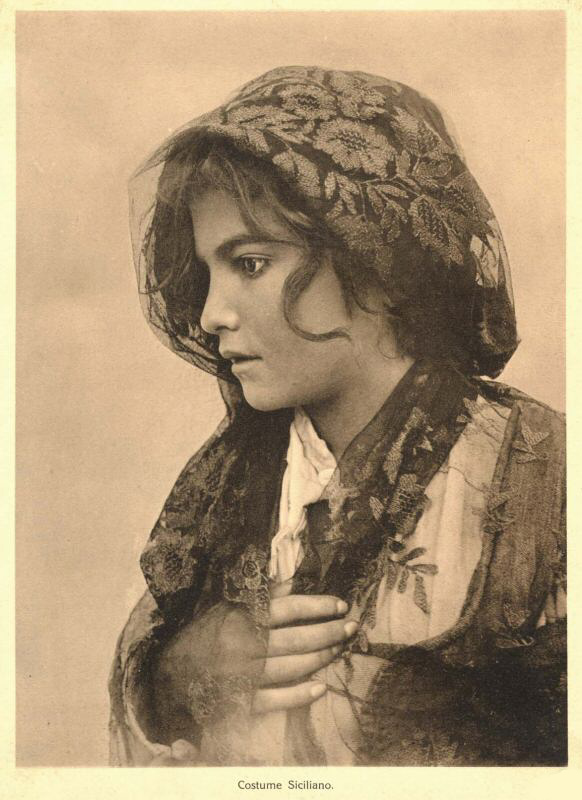
女装した少年（ヴィルヘルム・フォン・グレーデン撮影）

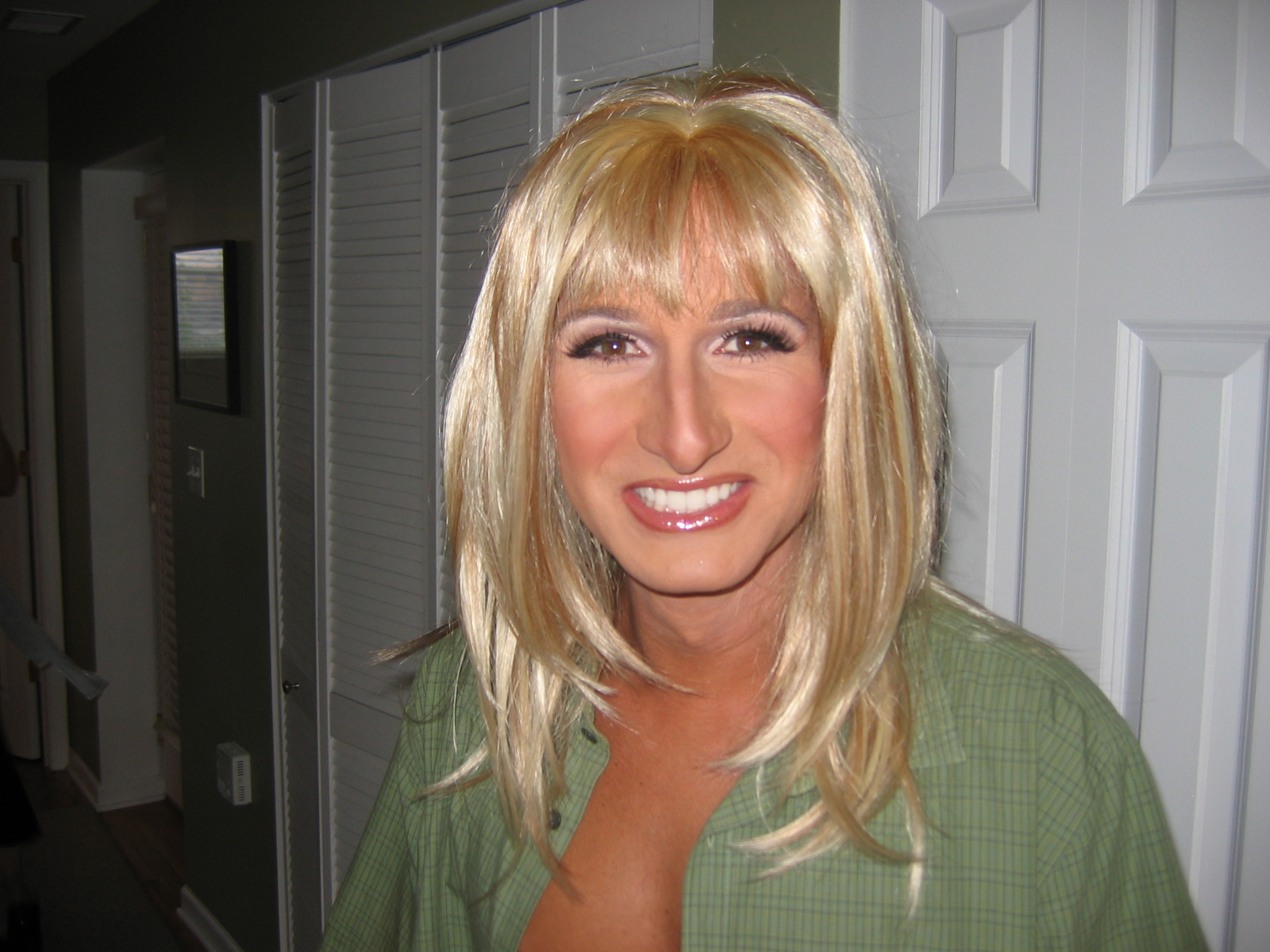
女装した男性

女装（じょそう）とは、主として、それぞれの文化によって「女性用」と規定されている衣服・装飾品を「男性」が身につけることを云う。ジェンダー表現の一種。ジェンダーレスとは異なる概念である。

## 概説
「女装」という言葉には、以下の意味がある。
1. 「女の服飾、いでたち」（元来の意味）
2. 「女の服飾を身にまとう、女のいでたちをする」（明治中期に、行為の意味が加わる）
3. 「男性が、女の服飾を身にまとう。男性が、女のいでたちをする」（行為の主体を男性に限定する用法が加わる）
4. 「女性が、より女性的な服装をする」（1990年代に加わった新たな用法）

この項目では、主として3.の意味での女装――男性の異性装の一種であり、男性が女性に固有とされる衣類やアクセサリを纏うこと――を取り扱う。それ以外に、仕草や行動様式、言葉遣いなどの点でも異性に固有とされる様式に準拠するものも異性装の一部と見なせる。
女装は、男性と女性の間で生物的・文化的な意味で明瞭が差異が存在することが前提となる。衣装・アクセサリなどは生物的な性に根ざして、そこから派生したものであり、異性特有とされてきたそれらを纏うことで、異性装の欲求を満足させる。
数的に見れば、1993年のアメリカでの大規模な調査では、男性の6%が女装の経験があり、女性の3%が男装の経験があると答えている。この調査からは、女装者が男装者の2倍存在することが分かると共に、異性装経験者が平均すると、男女で20人に1人存在すると云うことも分かる。
趣味嗜好・性的指向等とは無関係に、何らかの目的で男性が特定の女性になりすますために女装する場合もある。例として、1975年には津田塾大学の入学試験においてある男性が女装し、本来の受験者である自身の娘になりすまして受験する替え玉受験行為が発覚した。
日本では法的に禁止されていないものの、全く一般的ではない行為である。公共の場で行った場合、警察への相談や通報あるいは職務質問の対象になる。

## 歴史

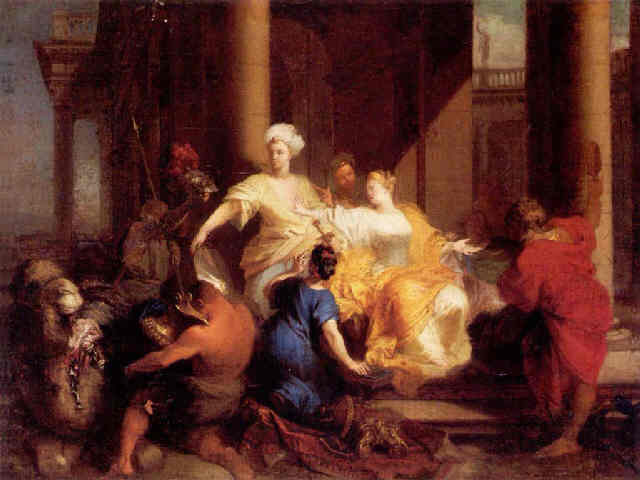
リュコメーデースの娘たちとアキレウス

女装は、世界的に見た歴史時代の記録からは、いずれの文化や社会においても存在した。なぜ女装するのかの理由は様々であっても、女装が存在したことは事実である。
例えば、古代ギリシアにおいては、英雄・アキレウスはトロイア戦争に参加すれば必ず戦死するとの予言があった為、アキレウスが戦争に加わるのを防ぐため、彼を女装させて娘たちのなかに置き、隠蔽しようとしたとする挿話がギリシア神話で伝えられている。また古代ローマでも、『サテュリコン』などが伝える性風俗として、少年が女装して売春を行っていたことなどが記されている。
オリエントには宦官制度が存在し、男性の衣装とは異なる特別な服装で、女装に近い姿であった。中国にもまた歴史のほぼ全時期を通じて宦官が存在し、女装に近い独特な衣装であった。中国では、古代より女装した若い男性や青少年の売春が盛んで、纏足が女性の一般な風俗であった清朝の時代にあっても、巧妙な偽装によって纏足しているかのような外見を作り、女装する男性が多数に昇ったことが記録に残っている。

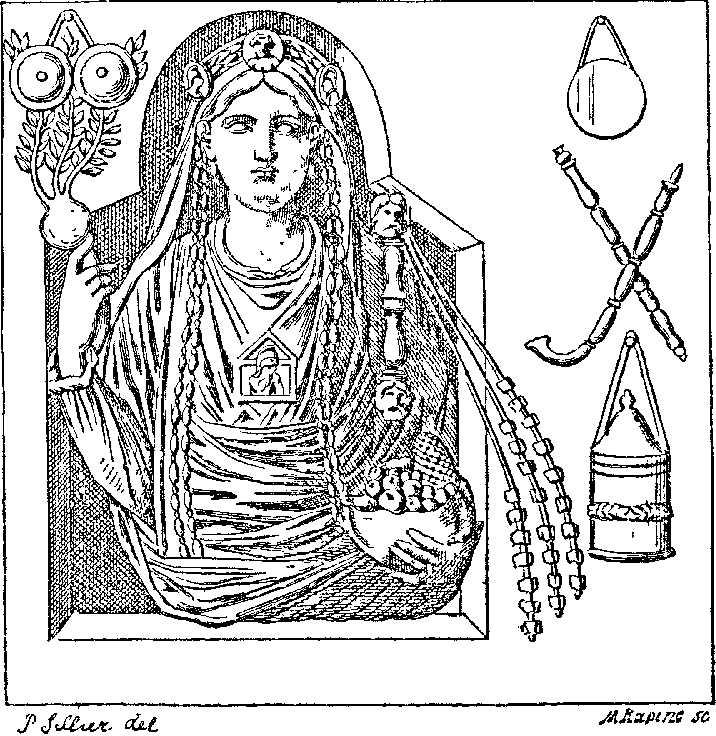
Archigallus（アルキガッルス）
キュベレー女神の大神官

古代に存在した母権制的な宗教においては、男性がみずから去勢し、女装して女神に仕える神官となることがあった。小アジアのフリギアの大女神キュベレーの帰依者（複数形で、galli と呼ぶ）は神官ではなく、みずから去勢している場合も去勢していない場合もあったが、女装して女神に仕えた。ディオニューソスは、葡萄酒の神として知られるが、ギリシア人以前にクレータで崇拝されていた神で、その祝祭においては社会的規範の反転が起こり、少年や男性は女装して、どんちゃん騒ぎで神を祝った。
ユングは、神話学者・ケレーニイとの共著『神話学入門』のなかで、童子神（永遠の少年の原型）について論じ、童子神は神話的な両性具有を有し、古代に造られた彫像・テラコッタ像などで、女装したエロース神の像が存在することを指摘している。
「両性具有」を人間の完全性の象徴とする思想が古代において、そして現代においても存在する。男性であり、同時に女性の本質も備えることは人間において完全性への道であるとの思想がある。古代ローマ帝国の幾人かの皇帝は、両性性、神としての完全性を具現することを示すために、女装したことが知られる（カリグラは神を名乗りユピテルの他ウェヌス女神の扮装をした。ヘリオガバルス帝は両性具有の神と称し、当然女装した）。また近代インドの宗教家であるラーマクリシュナも若き修業時代、女装してマー（大母神）に帰依したことが知られる。
特定の目的を持った女装を高く評価する文化基準と、他方、女装一般を社会的な規範に対する挑戦・風紀の紊乱行為であるとして弾劾する宗教的・文化的伝統が併存してある。ユダヤ人の宗教は、『申命記』における異性装の禁忌を述べたように、男装・女装双方を弾劾し否定する。これに続くアブラハムの宗教も、男女の服装の区別を明確にする宗教的規範を持っている。
男装は父権制への挑戦であり、女装は、父権制社会における逸脱行為に当たるからである。西洋におけるキリスト教などの規範とは別に、東アジアの中国においても、社会は伝統的に父権的な様相にあり、古代の賢者・聖人とされる孔子は、男女の区別を明確に説いた。

### 日本における歴史

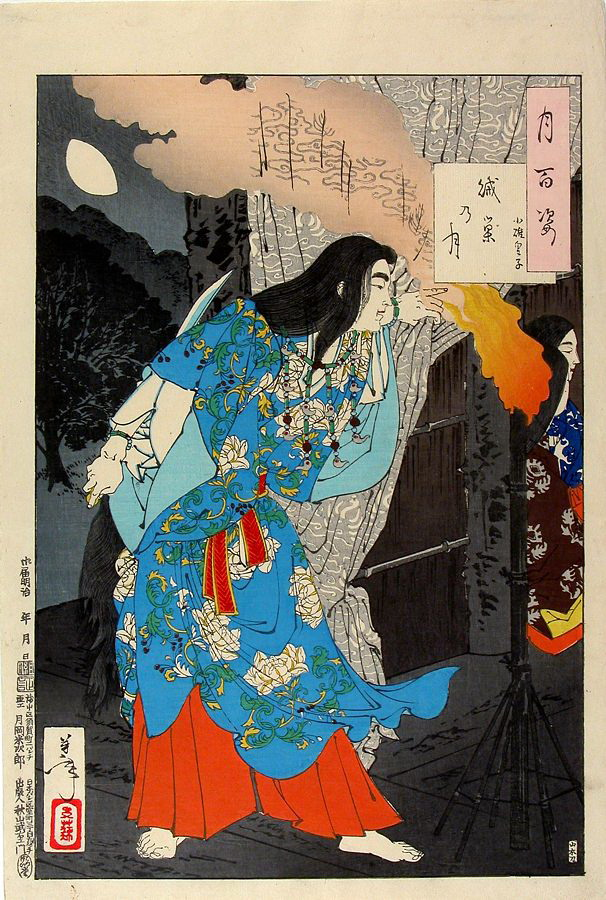
女装した倭健命（月岡芳年画）

日本において女装というものが、いつ頃から始まったのかは分かっていない。縄文時代、弥生時代では、男女の衣服があまり明確な区別を持たず、女装の定義を現代から窺い知ることは困難である。但し、記紀においては倭健命が女装をして熊襲を撃つ場面が記述されていることから、日本においても女装の起源はかなり古い時期に遡ると推測されている。
平治物語では源義朝の軍勢が乗り込んできた御所から二条天皇が女装して脱出したことが記述されている。平家物語の記述では12世紀末の治承4年（1180年）に高倉宮が謀反を起こし、これが発覚した際、家臣の長谷部信連が女装して脱出する奇策を進言し、脱出させることに成功したが、途中、溝を飛び越えるなどしたため、通行人から「はしたない女房」と不審がられた語りがあるほか、同時期では他に、源義高が女房の姿に仮装して逃亡を図ったことが吾妻鏡に記されている。時代が下って、応仁の乱前後にも軍記物において敵を欺くための女装逃亡が度々語られているが（例として、安王丸・春王丸、骨皮道賢など）、いずれも失敗に終わっている（軍記物によって女装逃亡が知られるようになったためとみられる）。また、源義経と弁慶の五条大橋での出会いでは、義経は最初女装していたとも言われる。
また平安時代には、女人禁制の寺院で僧侶が稚児と呼ばれていた少年を女装させて女性の代わりとする、といったことが日常的に行われるようになり、以降の男色・衆道といった同性愛文化の原点となった。江戸時代には歌舞伎の女形などの女装少年が体を売る陰間茶屋が武家などの上流階級だけでなく庶民階級の間でも流行したりするなど、女装は男色・衆道文化の重要な要素のひとつとなっていた。
日本においては、女装の文化とも言えるものが暗黙で認められていたことがあり、小説の話ではあるが、『南総里見八犬伝』の犬塚信乃や犬坂毛野、歌舞伎の『青砥稿花紅彩画』の主人公とも言える弁天小僧菊之助などが女装して登場する。その歌舞伎においては男が女を演じる女形が存在している。「江戸時代の衣類は、和服であり、そのゆるやかなこしらえは、色や意匠を除けば男女兼用も可能であった」とも言える（正確には仕立ての違いもあるので、男女どちらの物が判別可能）。しかし明治維新以降、西洋化に伴い洋装が標準の衣類となってくると、男女の衣服における差異は大きくなって来た。身体にぴったりと合う洋装の衣類は、女性用にデザインされた衣類を男性が着用するのに困難を齎（もたら）していた。
女装には霊的な意味合いもある。シャーマニズムによる祭祀・祈祷が盛んに行われていたかつての日本では、女性には霊を憑依しやすい妹の力があると考えられ、祭祀・祈祷を司るのは女性の役目だった。女性に代わって男性が祭祀を司る場合、妹の力を借りるために女装したり、女性の名をもって観念的に転性したことが知られている。
また、男児が早世することが多い場合、生まれた男児を少女として女装させて育てたり、また男児に害する悪霊から守るために、幼少時に女装をさせる習慣も存在した。代表的には昭和天皇など、古くの皇室が挙げられる。山梨県甲斐市竜王の信玄堤（竜王信玄堤）では水防神事である「御幸祭」が行われており、神輿の担ぎ手である男性が女装・化粧をする。御幸祭は一宮浅間神社（笛吹市一宮町）から信玄堤まで神輿が渡御し、神輿の担ぎ手が女装することは同社の祭神である女神・コノハナノサクヤビメを驚かせないようにするための配慮とされる。
沖縄県の琉球時代では、史書『球陽』によると、長禄2年（1458年）に尚泰久王が豪族阿麻和利を討伐した戦いで、討伐軍の武将鬼大城（大城賢雄）が女装して敵城に忍び込み、油断した阿麻和利を討ち取ったという逸話がある。なお、大城は鬼と仇名されるほどの屈強な大男であったという。
1979年に東京都の神田に開店した5階建てのビルである女装クラブ兼販売店の「エリザベス」は、従来このような店舗が存在しなかったことから画期的であった。エリザベスは、女装専門誌『くいーん』を発刊すると共に、通信販売を通じて、男性が着用できるサイズの女性衣類を販売し始めた。ただ、女装衣類専門ということから、品数に限度があり価格も相対的に高価であった。
2000年代以降はテレビ番組でも男性芸能人や一般素人の男性が女装するという企画が何度か放送されるようになり、女装スナック、女装バーのみならず、女装した男性によるメイド喫茶も登場するようになった。女装のためのルームサロンも次々とオープン（主に関西が中心）しており、女装イベントも開催されている。このような女装をする男性=女装者のことを女装子、あるいは女装娘（共にじょそこ、じょそうっこ）と呼称する場合がある。また、近年では、漫画やアニメなどのキャラ付けに使われる男の娘（おとこのこ）が、女装者に対してあてられることもある。

#### 年表（日本）

##### 古代 - 江戸時代
- 不詳 - ヤマトタケルが女装してクマソタケルを討つ絵馬。
- 弥生時代後期 - 種子島の遺跡に女のシャーマンの人骨に混ざり、女性と同様の装身具をつけた男性の遺骨[13]。
- 1814年(文化11年)以降 - 南総里見八犬伝が刊行。

##### 近代以降
- 明治期 - 司法省によって異性装禁止令発令。女装が法的に禁止される[14]。
- 戦前の一時期 - 上野に女装男娼屯す。
- 1945年 - 新橋烏森に女装系ゲイバー「やなぎ」開店。
- 戦後直後 - 上野に女装男娼が出没し、上野公園は後、男娼の森と呼ばれる。
- 1955年10月 - 日本初の女装愛好グループ「演劇研究会」が滋賀雄二によって設立。
- 1959年 - 演劇研究会を母体に女装秘密結社「富貴クラブ」（主宰：西塔哲）結成。
- 1963年 - パリのショークラブ「カルーゼル」の性転換・女装ダンサーたちの来日講演。彼女らは「ブルーボーイ」と呼ばれた日本でもブームに。
- 1967年2月 - 加茂こずえが、新宿花園五番街に女装バー「ふき」（後、梢）開店。新宿女装コミュニティの原点となる。
- 1967年 - カルーセル麻紀「愛して横浜」で歌手デビュー。
- 1969年 - ピーターが映画『薔薇の葬列』で俳優デビュー。同年『夜と朝のあいだに』で第11回日本レコード大賞最優秀新人賞受賞。
- 1979年8月 - 女性下着会社のアント商事が、アマチュア女装者向け「エリザベス会館」を神田に開店。
- 1980年 - アマチュア女装専門誌「くいーん」創刊。
- 1981年4月 - 桑田佳祐が大阪のベティ春山を「ニューハーフ」と名付ける。
- 1983年 - アマチュア女装雑誌『ひまわり』創刊。
- 1984年 - 1976年から1984年までの日本の女装文化を研究した心理学者の渡辺恒夫 の『脱男性の時代 アンドロジナスをめざす文明学』（勁草書房）が出版される[15]。
- 1988年 - 『笑っていいとも!』で「Mr.レディーの輪」始まる。
- 1989年 - 日本の女装文化を研究した渡辺恒夫 の『トランス・ジェンダーの文化 異世界へ越境する知』（勁草書房）が出版される。
- 1990年 - 男性向けに脱毛のノウハウについて書かれた蔦森樹 の『男だってきれいになりたい―こころと身体の新グルーミングBOOK』（マガジンハウス）が出版される。
- 2007年 - 『オンナノコになりたい！』（三葉著／一迅社）出版。
- 2007年 - 女装・ニューハーフ系イベント「プロパガンダ」始まる。
- 2009年 - 女装美少年専門誌『オトコノコ倶楽部』創刊（現在『オトコノコ時代』）。

## 文化としての女装
少年、青年、また成人男性が、強靱な精神と肉体を持ち、荒々しい言動や挙措であることが尚ばれる社会や時代があるが、他方で、女性的な男子が社会的に理想とされるような社会や時代の文化もある（日本の平安時代の貴族は、女性的であることが理想でもあった）。また奇異な行動や服装がもてはやされる時代もあり、女装やそれに類した行動様式が美しいとか望ましいとか考えられる文化のファッションも当然存在する。
ここから「ファッションとしての女装」というものがまた考えられる。1960年代から70年代にかけて、フラワームーヴメントが欧米にはあったが、男性が女性的な身なりをすることが流行した。グラムロックやパンクファッションなどでも、男性が派手な衣装をし、ルージュを付けるなどがあった。これはヴィジュアル系と呼ばれるファッションにも通じている。またメンズ・スカートなども、ファッションとしての女装として見ることができる。
メジャーリーグベースボールではルーキー・ラギング・デーで女装をすることがある。2016年、大リーグ機構が選手会と合意した新労使協定で、いじめを禁じる方針が盛り込まれた。その一環で人種、国籍、年齢、性別などで人格を傷つける衣装、および女装を選手に仕向けることが禁止になった。

## 代替役割としての女装

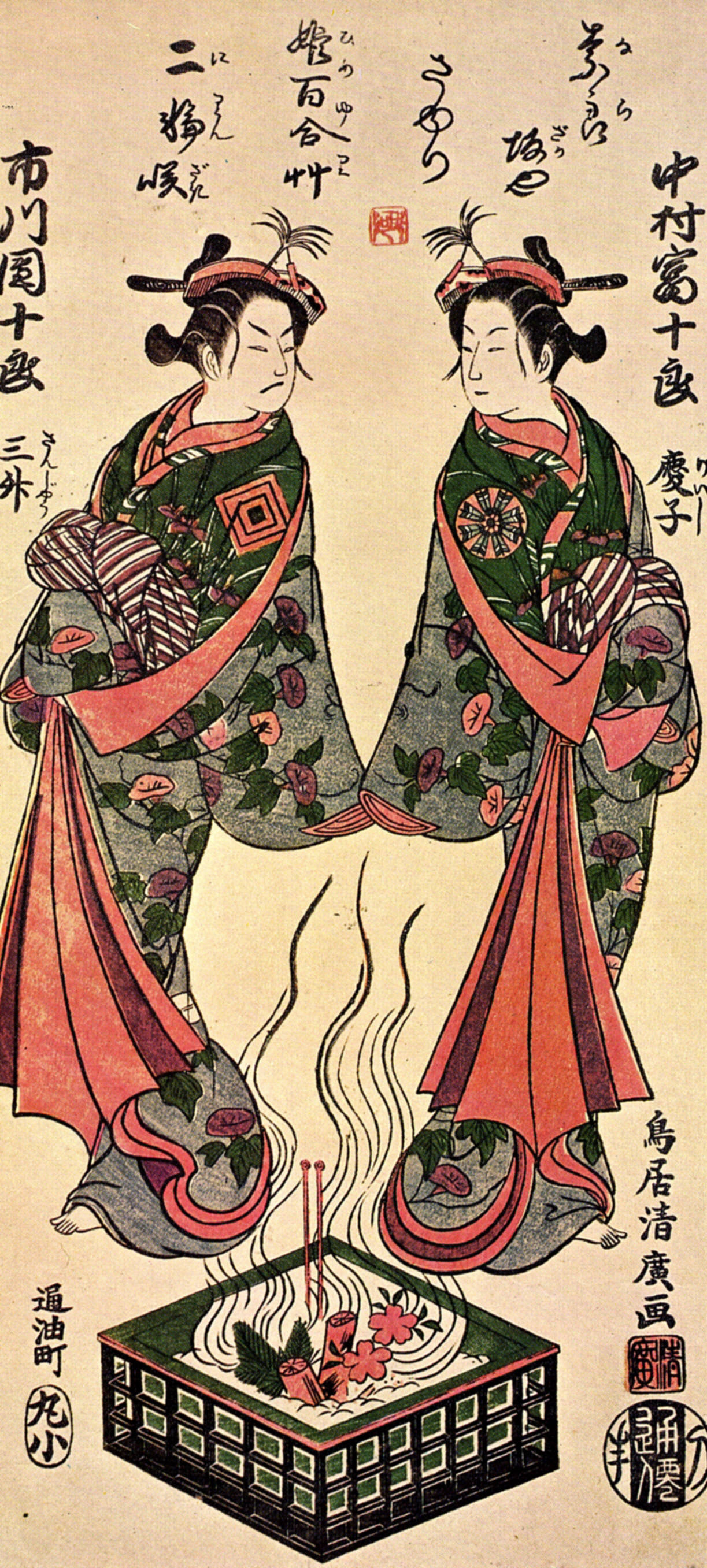
浮世絵の女形
鳥居清廣 18世紀中葉

父権的社会が強固としてある場合、「女性の役割」を男性が演じねばならない事態が生まれることがある。
日本の歌舞伎が代表的であるが、政治的・社会的な理由から、遊蕩の演芸の芸人に女性は介入してはならないという原則が立てられると、女性役は誰が演じるのかという問題が起こる。ここから日本では、女形（おやま）という女性役を専門に演じる俳優が生まれる。女形は当然ながら女装して舞台に立つのであるが、単に服装や装身具の問題だけではなく、言葉遣い・挙措において、「女性らしさ」が求められることになる。
イギリスの劇作家であり近代英語の確立者であるウィリアム・シェイクスピアの作品に登場する女性役は、女装した美少年が演じたともされる。シェイクスピアの劇作品のなかには、女性が男装して、そのことから生じる人間違いを主題とした喜劇がある。ローレンス・オリヴィエ卿は男性でシェイクスピア劇の俳優であるが、彼の最初の出演では、女装して女性役を務めていた。

## 女装のタイプ
女性装をする人には以下のようなタイプがある。
- 異性愛異性装者 - シスジェンダー男子及び男性で女装するものは異性装指向者である。また、自らが女装することで性的興奮する性嗜好は異性装フェティシズムとされる。
- シスジェンダー女性 - 社会が「女性的記号」であるとする衣類（例：フリルブラウス）や装飾品を意識的に選択する事を「女装する」と表現する場合がある[18][19]。
- トランス女性 - 出生時に男性と割り当てられた人が自身の女性としてのジェンダー・アイデンティティと違うことで生じる性別違和を、一致している性別に性別適合手術などして性自認の不一致を緩和させる事がある[20]。正確にいうと「女装」ではない。
- ドラァグ・クイーン及び女装家（クロスドレッサー） - トランスジェンダーの範疇とは別に、女装をする同性愛者の男性（クロスドレッサー）[21]がいる。これらはドラァグ・クイーンやクロスドレッサーのその典型とも考えられる[22]。
- 宗教的理由から、男性が女装して祭儀などを行うことがある。古代の母権制宗教にはその傾向が顕著であったが、近世から現代にもその伝統が祭礼等で残っている場合がある。
- 男児の乳幼児死亡率が高かった時代の迷信で、男児の早世を避けるため、女児の服装で育てるとよいと信じられていた。欧州の上流階級ではこのような習慣が20世紀まではあった。ただし着用が自らの意思ではないためこれは女装ではない[要出典]。
- 母親または家族等が女児を欲していた場合に男児が生まれたとき、上記の慣習に準じて女児として育てるが、十歳になってもなお少女の服装で育てた場合がある（ライナー・マリア・リルケがこの例になる）。
- 文化的な規範か、機会的な状況において、男性が女性の役割を演じる必要がある場合がある。職業的に永続するこのような役割は、歌舞伎の女形がそうである。劇において、出演者が男性しかいない場合、女性役はやはり女装することになる。男子高等学校の演劇部が劇を演じる場合にもこのようなことが起こる。ウィーン少年合唱団等はミニ・オペレッタを公演で提供することがあるが、女性役は少年が演じる。
- 芸としての女装 - 古典芸能では女形、それ以外ではタレントや芸人など、桜塚やっくん扮する「スケバン恐子」、ゴリ扮する「松浦ゴリエ」、香取慎吾（元SMAP）扮する「慎吾ママ」、女性歌手のものまねを得意とする前田健など、ネタとしてお笑い芸人が女装して特定のキャラクターを演じる事がある。尚、最近はネタとしてではなく、『しらすのこうげき!』のひよりなど女装男子として生活しててお笑い芸人になったものもおり、同一ジャンルだがまた別のタイプでもある。
- 学園物や恋愛物の漫画やそれを原作としたドラマなどでは、美男子という設定の登場人物が女装することが多い[要出典]（『花ざかりの君たちへ〜イケメン♂パラダイス〜』や『有閑倶楽部』、『ヤマトナデシコ七変化♥』など）。

## 関連作品
- 谷崎潤一郎『秘密』 ‐ 女装を楽しむ男を主人公とした小説